# Longford Town F.C.
Longford Town Football Club  (irl. Cumann Peile Bhaile Longfort) – irlandzki klub piłkarski z siedzibą w mieście Longford w części środkowej kraju.

## Historia
Chronologia nazw:
- 1924: Longford Town F.C.
- 1984: Longford City F.C.
- 2000: Longford Town F.C.

Klub został założony w 1924 roku jako Longford Town F.C.. Na początku zespół grał w niższych ligach, jednak udało mu się wygrać Leinster Junior Cup w 1931 roku oraz w 1935 awansować do Leinster Senior League, najsilniejszej ligi Wolnego Państwa Irlandzkiego w ramach League of Ireland. W 1937 i 1954 został osiągnięty półfinał Pucharu Irlandii. Ponadto klub zdobył pięć razy FAI Intermediate Cup, puchar dla klubów z niższych lig Ligi Irlandii.
Dopiero w 1984 roku klub awansował do League of Ireland, ale w debiutanckim sezonie 1984/85 zajął ostatnie spadkowe miejsce. W następnym sezonie została utworzona First Division do której zakwalifikował się Longford Town. W drugiej w hierarchii dywizji klub przez długi czas grał drugorzędne role. W sezonie 1999/2000 po zajęciu drugiego miejsca w końcu udało się powrócić do najwyższej ligi irlandzkiej Premier Division. W 2001 klub zakwalifikował się po raz pierwszy do finału Pucharu Irlandii, ale przegrał 0:1 z Bohemian F.C., ale już w 2003 roku dotarł do finału, nie tylko Pucharu Irlandii, ale także Pucharu Ligi. W finale Pucharu Ligi przegrał 0:1 St. Patrick’s Athletic F.C., ale wygrał 2:0 również z St. Patrick’s Athletic w drugim finale, po raz pierwszy w historii klubu zdobywając Puchar krajowy. W 2004 obronił Puchar Irlandii, również udało się w tym roku zwyciężyć w Pucharze Ligi.
Trzy osiągnięte finały Pucharu pozwoliły klubowi startować w rozgrywkach Pucharu UEFA, ale zawsze odpadał w pierwszej rundzie kwalifikacyjnej: w sezonie 2001/02 z bułgarskim Litex Łowecz, w sezonie 2004/05 z FC Vaduz z Liechtensteinu i w sezonie 2005/06 z walijskim Carmarthen Town A.F.C., chociaż przeciwko Carmarthen 14 lipca 2005 roku udało się zdobyć pierwsze zwycięstwo w europejskich pucharach.
W 2006 zespół zakończył na 8. miejscu w lidze. Sezon 2007 był nieudany dla klubu, tak jak zakończył rozgrywki na ostatnim miejscu w dywizji i w rezultacie został zdegradowany do First Division. To nie jest cała historia, klub został ukarany odjęciem sześciu punktów w sezonie za niezastosowanie się do procedur licencyjnych dla klubu. Te sześć punktów okazały się kluczowymi w końcowej tabeli, tak jak bez tego odliczenia klub mógłby zakończyć rozgrywki bezpiecznie od strefy spadkowej i meczów play-off o utrzymanie.
Przez następne sześć lat klub występował w pierwszej lidze. W sezonie 2014 wywalczył zwycięstwo w First Division i został promowany do Premier Division.

## Sukcesy

### Trofea międzynarodowe
| \| \| Zdobyte trofea w rozgrywkach międzynarodowych (stan na: 31-05-2015) \| |                                                                     |      |                           |
| Rozgrywki                                                                    | Osiągnięcie                                                         | Razy | Sezon(y)                  |
| · Liga Mistrzów · (Puchar Europy)                                            | zdobywca                                                            | 0    |                           |
| · Liga Mistrzów · (Puchar Europy)                                            | finalista                                                           | 0    |                           |
| · Liga Europy · (Puchar UEFA)                                                | zdobywca                                                            | 0    |                           |
| · Liga Europy · (Puchar UEFA)                                                | finalista                                                           | 0    |                           |
| · Liga Europy · (Puchar UEFA)                                                | I runda kw.                                                         | 3    | 2001/02, 2004/05, 2005/06 |
| · Puchar Zdobywców                                                           | zdobywca                                                            | 0    |                           |
| · Puchar Zdobywców                                                           | finalista                                                           | 0    |                           |
| FIFA                                                                         | Zdobyte trofea w rozgrywkach międzynarodowych (stan na: 31-05-2015) |      |                           |

### Trofea krajowe
| \| \| Zdobyte trofea w rozgrywkach Irlandii (stan na: 31-05-2015) \| |                                                             |      |               |
| Rozgrywki                                                            | Osiągnięcie                                                 | Razy | Sezon(y)      |
| · Mistrzostwo                                                        | I miejsce                                                   | 0    |               |
| · Mistrzostwo                                                        | II miejsce                                                  | 0    |               |
| · Mistrzostwo                                                        | III miejsce                                                 | 0    |               |
| · Mistrzostwo                                                        | 4 miejsce                                                   | 1    | 2003          |
| Puchar                                                               | zdobywca                                                    | 2    | 2003, 2004    |
| Puchar                                                               | finalista                                                   | 2    | 2000/01, 2007 |
| Puchar Ligi                                                          | zdobywca                                                    | 1    | 2004          |
| Puchar Ligi                                                          | finalista                                                   | 1    | 2003          |
| II liga                                                              | I miejsce                                                   | 0    |               |
| II liga                                                              | II miejsce                                                  | 2    | 1999/00, 2013 |
| II liga                                                              | III miejsce                                                 | 2    | 1985/86, 2012 |
| Irlandia                                                             | Zdobyte trofea w rozgrywkach Irlandii (stan na: 31-05-2015) |      |               |

- FAI Intermediate Cup:
  - zdobywca (5x): 1936/37, 1954/55, 1959/60, 1961/62, 1968/69

## Stadion
Klub rozgrywa swoje mecze domowe na Bishopsgate w Longford, który może pomieścić 6000 widzów.

## Europejskie puchary
Legenda do wszystkich tabel:
- Q – runda eliminacyjna, 1/16, 1/8, 1/4, 1/2 – odpowiednia faza rozgrywek, Grupa – runda grupowa, 1r gr – pierwsza runda grupowa, 2r gr – druga runda grupowa, F – finał, R – runda, PO – play-off
- k. – rzuty karne, los. – losowanie, Dogr. – dogrywka, w. – zasada bramek strzelonych na wyjeździe

| Sezon   | Rozgrywki   | Runda | Przeciwnik      | Dom | Wyjazd | Ogólnie |
| ------- | ----------- | ----- | --------------- | --- | ------ | ------- |
| 2001/02 | Puchar UEFA | 1Q    | Liteks Łowecz   | 1–1 | 0–2    | 1–3     |
| 2004/05 | Puchar UEFA | 1Q    | FC Vaduz        | 2–3 | 0–1    | 2–4     |
| 2005/06 | Puchar UEFA | 1Q    | Carmarthen Town | 1–5 | 2–0    | 3–5     |